# هر کجا که هستی (فیلم)
هر کجا که هستی (انگلیسی: Wherever You Are) یک فیلم در سبک کمدی-درام است که در سال ۲۰۰۸ منتشر شد. از بازیگران آن می‌توان به جین آدامز، جاش پایس، جو مورتون، و دریما واکر اشاره کرد.